# 副似螳属
副似螳属（学名：Paramantoida）为类螳科的一个属。

## 下属物种
本属包括以下物种：
- 亚马孙副似螳 Paramantoida amazonica Agudelo, 2014